# Strypfikus

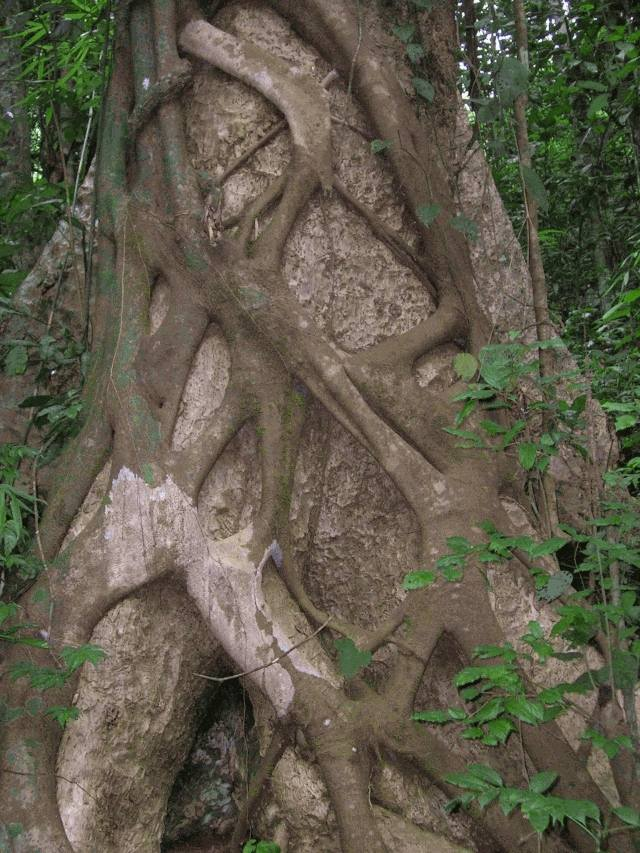
Ett exempel på stryparfikus.

Stryparfikus eller strypfikus (även kallad strypfikon) är ingen egen art utan en grupp av fikusväxter som har en likhet i sättet att växa.
De börjar livet som epifyter när ett frö (exempelvis från fågelspillning) fastnar uppe i ett träd. Plantan börjar leva på regnvatten samtidigt som den skickar ner långa rötter mot marken. När dessa slutligen når marken (eller någon ansamling med växtrester) börjar växten frodas; den hämtar upp näring och skickar samtidigt ner flera rötter.
Efter många år har växten kapslat in värdplantan helt, med resultatet att denna dör och multnar. Kvar står endast fikusen som ett ihåligt träd där rötterna bildar en så kallad pseudostam.

## Exempel på strypfikus
- Ficus aurea
- Ficus barbata
- Ficus watkinsiana
- Banjanträd